# گاراشی
گاراشی (به صربی: Garaši) یک منطقهٔ مسکونی در صربستان است که در آرانجلوواس واقع شده‌است. گاراشی ۶۰۵ نفر جمعیت دارد.